# French Heritage Society
Pour les articles homonymes, voir FHS.
French Heritage Society (FHS) est une organisation américaine à but non lucratif créée en 1982 et comprenant douze chapitres (onze aux États-Unis et un en France).
Elle se consacre à la « préservation, à la restauration et à la promotion du […] patrimoine français aux États-Unis et en France », notamment par le mécénat et la philanthropie.
À la suite de l'incendie de Notre-Dame de Paris en 2019, French Heritage Society lance une campagne de levée de fonds qui recueille 2,4 millions de dollars, donnés par plus de 3 000 mécènes issus de 40 pays.
Entre 1982 et 2022, la French Heritage Society a versé au total 14 millions de dollars, consacrés à 601 projets de restauration (jardins, églises, châteaux, etc.).

## Organisation
- Présidente d'honneur : Princesse Marie-Sol de La Tour d'Auvergne[5]
- Président : Comte Denis de Kergorlay[5]
- Présidente du conseil d'administration : Elizabeth F. Stribling[5]